# ボルゴ・ダナウニア
ボルゴ・ダナウニア（イタリア語: Borgo d'Anaunia）は、イタリア共和国トレンティーノ＝アルト・アディジェ州トレント自治県にある、人口約2,500人の基礎自治体（コムーネ）。
2020年1月1日にカステルフォンド、フォンドとマロスコが合併して発足した。

## 地理

### 位置・広がり

#### 隣接コムーネ
隣接するコムーネは以下の通り。括弧内のBZはボルツァーノ自治県所属を示す。
- アッピアーノ・スッラ・ストラーダ・デル・ヴィーノ (BZ)
- ラウレーニョ (BZ)
- ノヴェッラ (ブレツ)
- ロンツォーネ
- サン・パンクラーツィオ (BZ)
- サルノーニコ
- セナーレ＝サン・フェリーチェ (BZ)

## 行政

### 分離集落
ボルゴ・ダナウニアには、以下の分離集落（フラツィオーネ）がある。
- Castelfondo, Dovena, Fondo, Malosco, Raina, Tret, Vasio